# Georgetown (Ohio)

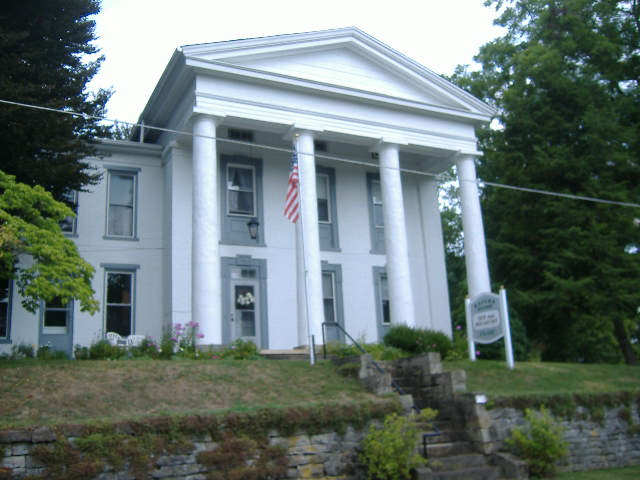
Georgetown, Bailey – Thompson House

Georgetown – wieś w USA, w stanie Ohio, w hrabstwie Brown.

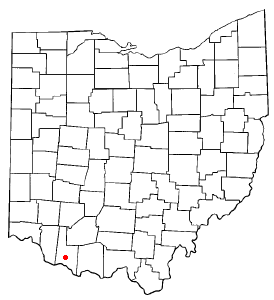
Georgetown na planie stanu Ohio

Liczba mieszkańców w 2010 roku wynosiła 4 331, a w roku 2012 wynosiła 4 466.